# Pentamaran

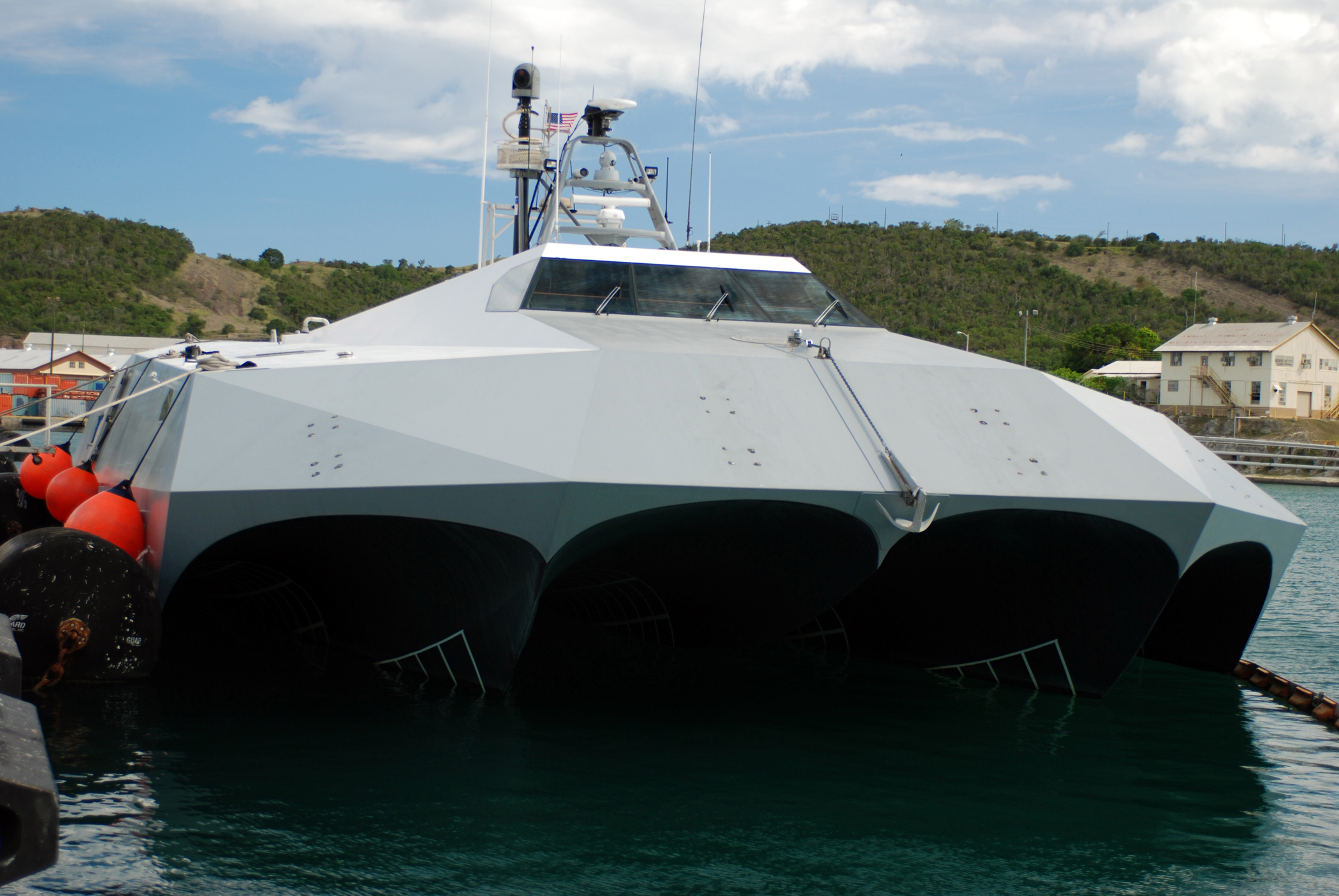
Le M80 Stiletto, un pentamaran expérimental.

Un pentamaran est un navire comportant cinq coques.
Il existe deux architectures différentes :
- celle où les cinq coques sont les unes à côté des autres (comme pour le M80 Stiletto),
- ou celle d'un trimaran dont les flotteurs seraient scindés en deux.